# Portal Tomb von Dunhill

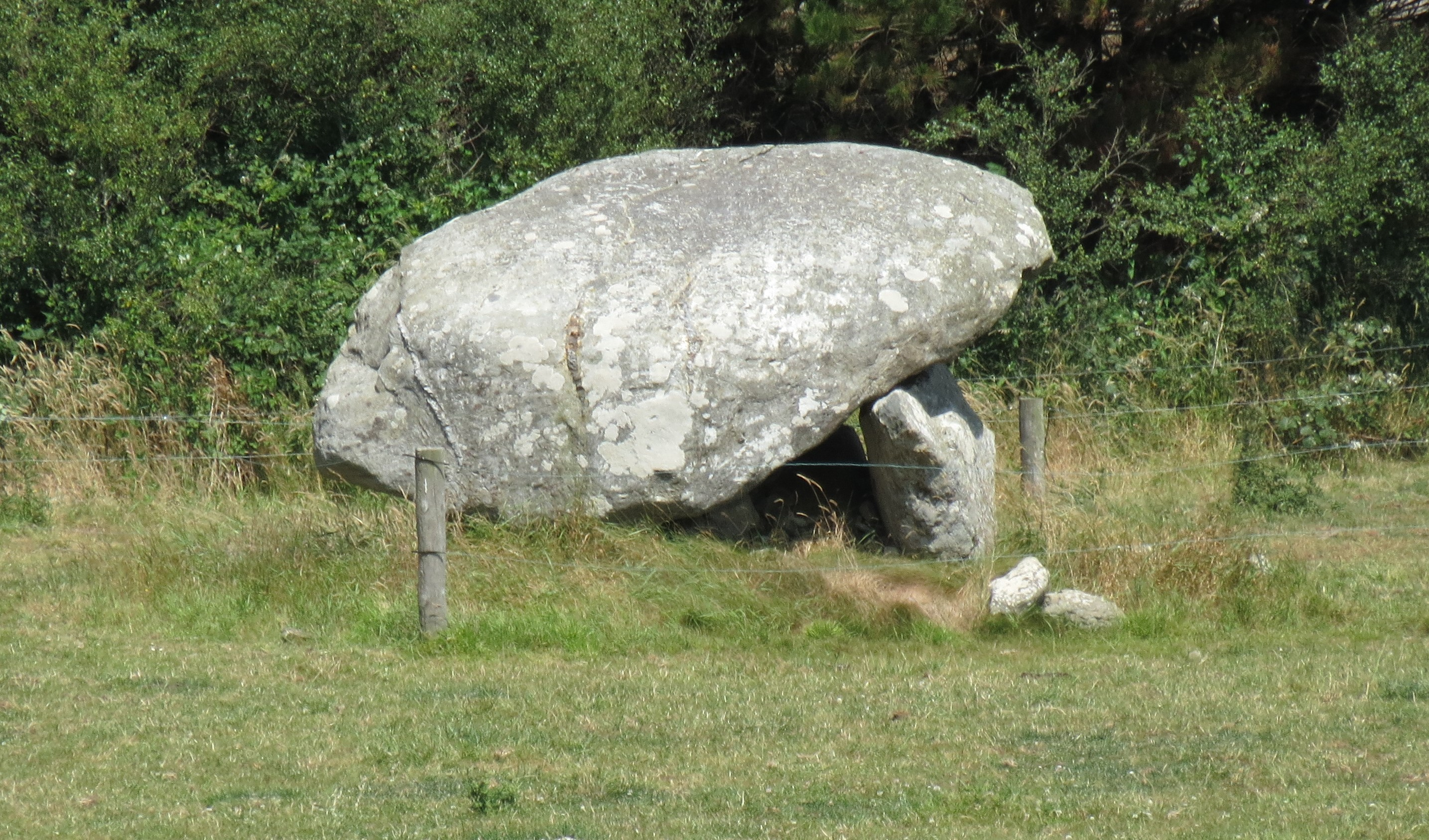
Portal Tomb von Dunhill

Das Portal Tomb von Dunhill (irisch Dún Aill) liegt auf einer Weide, an einem steilen Südosthang im Tal des Annestown River, unweit des Portal Tombs von Ballynageeragh, im Copper Coast Geopark im Süden des County Waterford in Irland. Als Portal Tombs werden in Irland und Großbritannien Megalithanlagen bezeichnet, bei denen zwei gleich hohe, aufrecht stehende Steine mit einem Türstein dazwischen, die Vorderseite einer Kammer bilden, die mit einem zum Teil gewaltigen Deckstein bedeckt ist.
Das Portal Tomb ist auf der OSI-Karte als „Dolmen“ markiert. Der etwa 4,0 m lange, 2,7 m breite und 1,2 m dicke Deckstein wird von einem einzigen Portalstein gestützt. Der andere Portalstein liegt in der Kammer, die mit weiteren Steinen und kleinen Feldsteinen angefüllt ist.